# Leovigild

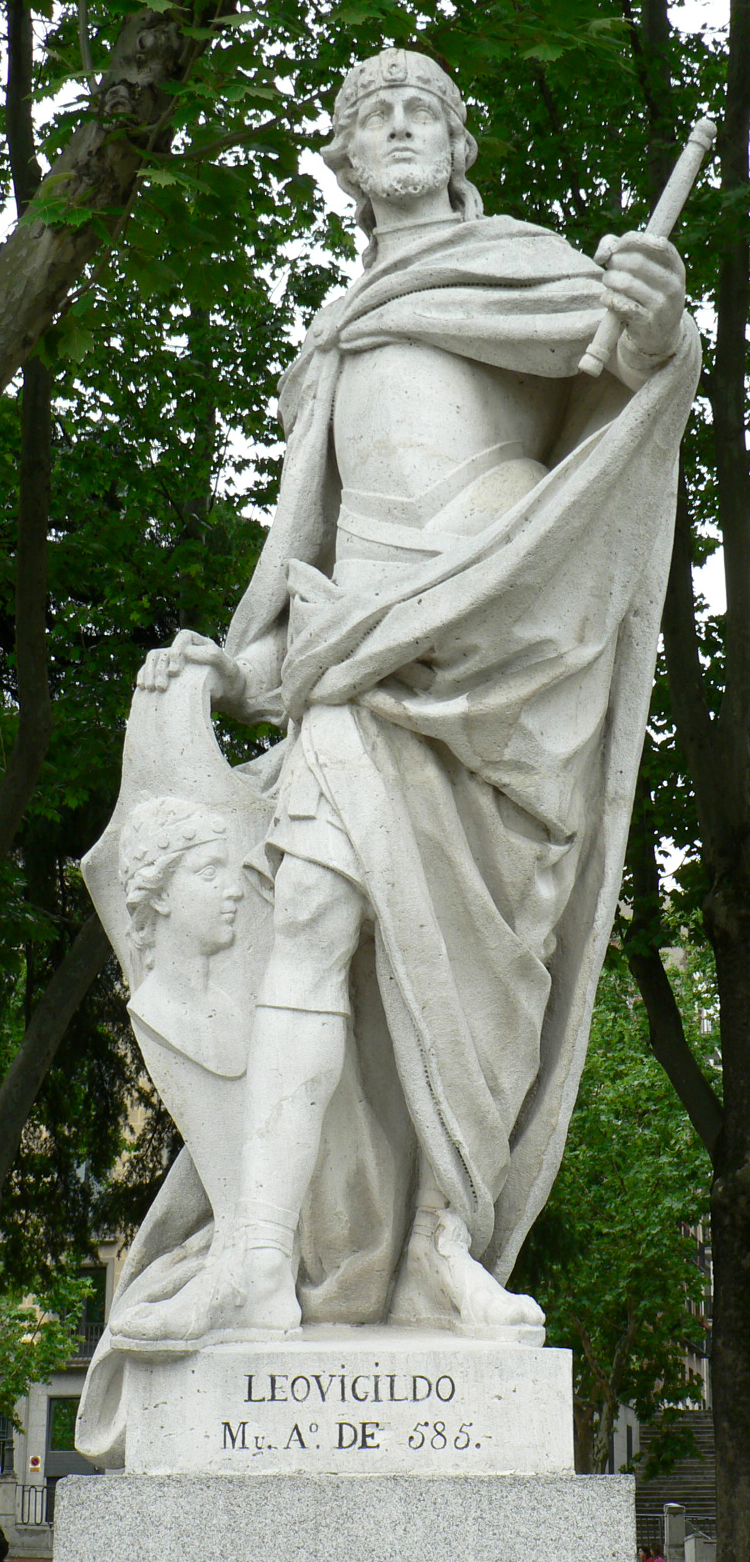
Leovigild-Statue in Madrid (um 1750)

Leovigild († April/Mai 586 in Toledo) war in den Jahren von 569 bis 586 König der Westgoten auf der Iberischen Halbinsel, ab 571/572 auch im Reichsteil Septimanien (im heutigen Südwesten Frankreichs). Er gilt als bedeutender Herrscher, da er die Macht des Königtums festigte und es nach römischem Vorbild umgestaltete, die Sueben unterwarf und sich gegen die Oströmer durchsetzte. Seine Religionspolitik blieb jedoch gesamthaft erfolglos, da es ihm nicht gelang, das Reich auf der Basis des Arianismus religiös zu einigen.

## Erhebung und Machtteilung
Nach dem Tode des Königs Athanagild blieb das Reich monatelang ohne Herrscher, bis schließlich 568/569 in Septimanien der Adlige Liuva I. zum König erhoben wurde. Liuva machte seinen jüngeren Bruder Leovigild zum Mitherrscher, überließ ihm Spanien und behielt nur Septimanien für sich. Leovigild, dessen erste Frau, die Mutter seiner beiden Söhne, gestorben war, heiratete Athanagilds Witwe Goswintha. Nach Liuvas Tod konnte Leovigild in den Jahren 571/572 beide Reichsteile unter seiner Herrschaft vereinen.

Iberische Halbinsel und die Herrschaftsbereiche der Westgoten und des verbleibenden Byzantinischen Reiches (um 586 n. Chr.)

## Erfolgreiche Feldzüge
Das erste Ziel Leovigilds war die Verkleinerung des von Kaiser Justinian I. geschaffenen oströmischen Provinz Spania im Süden der Iberischen Halbinsel. Auf einem ersten Feldzug im Jahr 570 konnte er nur Verwüstungen anrichten, nicht aber befestigte Städte erobern. Im Folgejahr gelang ihm jedoch durch Verrat die Einnahme von Medina-Sidonia, woraufhin er die oströmische Besatzung hinrichten ließ. Die Oströmer waren außerstande, Verstärkungen zu schicken, und mussten sich mit den Gebietsverlusten abfinden. Im Jahr 572 konnte Leovigild auch Córdoba und dessen Umgebung erobern, ein Gebiet, das zuvor unter der Kontrolle nicht näher bekannter lokaler Kräfte gewesen war.
Nach diesem Erfolg im Süden wandte sich Leovigild nach Nordspanien, um dort selbständige Stammesgebiete und einen örtlichen Machthaber zu unterwerfen. Im Jahr 574 besiegte er die Kantabrer und nahm deren Hauptstadt Amaya (heutige Provinz Burgos) und Monte Cildá ein. Sie hatten zuvor eine Adelsrepublik gebildet, die einer Ratsversammlung („Senat“) unterstand. Auch hier ordnete Leovigild nach dem Sieg zahlreiche Hinrichtungen an und annektierte das Gebiet. Mit Miro, dem König der Sueben, schloss er einen Waffenstillstand.
Im Jahr 578 gründete er Reccopolis. Drei Jahre später (581) zog Leovigild gegen die Basken und eroberte einen Teil ihres Gebiets.

## Aufstand Hermenegilds
Im Jahr 573 erhob Leovigild seine beiden Söhne aus erster Ehe, Hermenegild und Rekkared, zu Mitherrschern, um die Herrschaft seiner Familie dauerhaft zu sichern und das Wahlrecht des Adels auszuschalten. Die Sicherung Septimaniens gegen fränkische Übergriffe und die Verhinderung eines suebisch-fränkischen Bündnisses waren vordringliche Ziele seiner Außenpolitik. Daher verheiratete er seinen älteren Sohn Hermenegild im Jahr 579 mit der fränkischen Prinzessin Ingund, einer Tochter des Königs Sigibert I. von Austrasien. Daraus entstand ein religiöser Konflikt, denn Ingund war Katholikin, wohingegen die westgotische Königsfamilie am Arianismus festhielt, obwohl ein großer Teil der Reichsbevölkerung katholisch war. Die Königin Goswintha, die Hermenegilds Stiefmutter und zugleich Ingunds Großmutter (mütterlicherseits) war, drängte auf den Übertritt Ingunds zum Arianismus. Als Ingund dies verweigerte, entschärfte Leovigild den Konflikt, indem er seinen Sohn und seine Schwiegertochter nach Sevilla schickte und Hermenegild die Verwaltung eines südlichen Reichsteils übertrug. Dort geriet Hermenegild jedoch unter den Einfluss des katholischen Bischofs Leander von Sevilla. Zusammen mit Ingund erreichte Leander, dass Hermenegild öffentlich zum Katholizismus übertrat. Außerdem begann Hermenegild im Jahr 579 einen Aufstand gegen seinen Vater. In der Forschung ist umstritten, welches dieser beiden Ereignisse zuerst geschah und ob eines von ihnen die Ursache des anderen war oder kein ursächlicher Zusammenhang zwischen ihnen bestand. Hermenegild verhielt sich durchgängig defensiv; offenbar wollte er nicht seinen Vater stürzen, sondern einen eigenständigen katholischen Herrschaftsbereich mit Sevilla als Zentrum begründen. Zu diesem Zweck bemühte er sich um den Beistand der Franken und verbündete sich mit den Feinden des Reichs, den Sueben und den Byzantinern. Er trat den Byzantinern sogar die Stadt Córdoba ab, bekam jedoch von ihnen keine wirksame Hilfe.
Leovigild strebte zunächst eine friedliche Lösung an, obwohl Hermenegild eigene Goldmünzen prägte, sich wie ein eigenständiger Herrscher verhielt und als Vorkämpfer des Katholizismus auftrat. Schließlich ging Leovigild mit einer überlegenen Streitmacht gegen seinen aufständischen Sohn vor. Ab dem Jahr 582 unterwarf er in knapp zwei Jahren die abgefallenen Gebiete; 583 begann er die Belagerung Sevillas. Córdoba gewann er durch eine Geldzahlung von den Byzantinern zurück. Anfang des Jahres 584 kapitulierte Hermenegild. Ingund fand mit Hermenegilds Sohn Athanagild im byzantinischen Machtbereich Zuflucht. Sie starb in Afrika; Athanagild wurde nach Konstantinopel gebracht.
Hermenegild blieb in Haft. Im Jahr 585 wurde er ermordet, angeblich weil er sich weigerte, zum Arianismus zurückzukehren. Die Hintergründe der Tat bleiben unklar, und es ist unsicher, ob Leovigild den Mordbefehl gab.

## Unterwerfung der Sueben und Frankenkrieg
Die Sueben unter König Miro, die bereits katholisch waren, wollten Hermenegild zu Hilfe eilen, vermochten aber militärisch nichts auszurichten. Auf diesem Feldzug starb Miro. Im Suebenreich kam es zu einer Auseinandersetzung um die Königswürde; Miros Sohn und Nachfolger wurde von einem Usurpator gestürzt. Leovigild nutzte diese Wirren, um 585 die Sueben zu unterwerfen, wobei er auf wenig Widerstand stieß. Damit endete das suebische Königtum. Das Suebengebiet wurde ins Westgotenreich eingegliedert.
Der merowingische Frankenkönig Guntram I. versuchte vergeblich das westgotische Septimanien zu erobern. Die Franken konnten zunächst Carcassonne einnehmen, erlitten dann aber schwere Niederlagen gegen die vom Thronfolger Rekkared geführten Westgoten, welche die verlorenen Gebiete zurückeroberten und ihrerseits auf fränkisches Territorium vordrangen.

## Nachahmung des Kaisertums
Leovigild strebte danach, seinem Königtum kaiserlichen Glanz zu verleihen, indem er sich an der römischen Tradition orientierte. Dabei nahm er nicht nur das zeitgenössische oströmische Kaisertum, sondern auch ältere (west)römische Gepflogenheiten zum Vorbild. Zu dieser „Imperialisierung“ des westgotischen Königtums gehörten folgende Maßnahmen:
- Leovigild war der erste Westgotenkönig, der „unter den Seinigen“ – also auch außerhalb diplomatischer Anlässe – ein besonderes Herrschergewand trug und auf einem Thron saß. Auf Münzen ist er im Königsornat abgebildet.[8]
- Vor Leovigild hatten die Westgoten Goldmünzen mit dem Bild und Namen des jeweiligen Kaisers geprägt, womit sie ein Vorrecht des Kaisers respektierten. Leovigild ging dazu über, seine Münzen mit seinem eigenen Bild und Namen zu versehen. Anlässlich militärischer Erfolge (Eroberung von Sevilla, Córdoba und Braga) wurden nach römischem Brauch Münzen mit entsprechenden Aufschriften geschlagen. Vorbild hierfür war nicht die zeitgenössische oströmische Prägung, sondern die alte weströmische.[9]
- Mit Städtegründungen knüpfte Leovigild ebenfalls an die kaiserliche römische Tradition an. Dies kam auch in der Namensgebung der neuen Städte zum Ausdruck: eine hieß Reccopolis (zu Ehren Rekkareds), eine andere, anlässlich des Sieges über die Basken gegründete nannte der König Victoriacum („Siegesstadt“). Zu dieser Politik gehörte auch die Erhebung Toledos zur neuen Hauptstadt des Reichs. In dieser Funktion als ständige Residenz des Herrschers erscheint ab dem Jahr 580 Toledo.[10]

## Gesetzgebung
Leovigild veranlasste eine Aufzeichnung des gesamten geltenden Rechts, d. h. der älteren Gesetze und seiner eigenen. Ein Ziel seiner gesetzgeberischen Tätigkeit war die rechtliche Angleichung von Romanen und Goten, womit er die Einheit der Reichsbewohner stärkte. Aus den ethnischen Einheiten (gentes) sollte ein Reichsvolk (populus) werden. Bisher hatten die Goten ihr Stammesrecht (Codex Euricianus), während für die Romanen ein eigenes, an der römischen Tradition orientiertes Gesetzbuch (Lex Romana Visigothorum) galt. Leovigild beendete diese rechtliche Trennung mit seinem Gesetzbuch wenigstens teilweise; endgültig erfolgte das erst unter Rekkeswinth. Leovigild hob das Verbot der Eheschließung zwischen Goten und Romanen auf, das ohnehin schon oft missachtet worden war, und führte das bei den Romanen geltende Erbrecht der Töchter auch für die Goten ein.

## Religionspolitik
Leovigild strebte ebenso wie im Rechtswesen auch auf religiösem Gebiet eine Vereinheitlichung an. Sein Ziel war eine gemeinsame Staatsreligion für alle Reichsbewohner. Diese sollte nach seiner Überzeugung der traditionelle Arianismus der Goten sein. Daher versuchte er durch Druck, Überredung und Belohnungen auf die Katholiken einzuwirken. Der katholische Bischof Vincentius von Saragossa trat zum Arianismus über. Der König begnügte sich aber mit dieser Zermürbungstaktik und unternahm keinen umfassenden Angriff auf die katholische Kirche. Er erlaubte die katholische Religionsausübung und die Neubesetzung freigewordener katholischer Bistümer. Die von den Katholiken als Verfolgung beklagten Maßnahmen des Königs setzten anscheinend erst nach dem Aufstand Hermenegilds ein. Der katholische Geschichtsschreiber Isidor von Sevilla behauptet, Leovigild habe zahlreiche katholische Bischöfe in die Verbannung geschickt; namentlich bekannt sind aber nur zwei, Masona von Mérida und Leander von Sevilla. Im Fall Leanders, der sich als Ratgeber Hermenegilds politisch kompromittiert hatte, handelte es sich möglicherweise um ein freiwilliges Exil. Verbannt wurde auch der Chronist Johannes von Biclaro, der später – nach Leovigilds Tod – Bischof von Girona wurde.
Im Jahr 580 trat in Toledo ein Konzil der arianischen Bischöfe zusammen, das einzige in der westgotischen Geschichte, von dem wir wissen. Es fasste auf Wunsch des Königs Beschlüsse zur Dogmatik und zum Kult, die den Katholiken entgegenkamen, um ihnen den Übertritt zu erleichtern; die katholische Taufe wurde als gültig anerkannt. Diese Schritte erfolgten unter dem Eindruck des im Vorjahr ausgebrochenen Aufstands Hermenegilds. Das Eingreifen des Königs sogar in dogmatische Angelegenheiten entsprach oströmischem Brauch, es war in den arianischen Kirchen der Germanenreiche nicht üblich. Die Erfolge von Leovigilds Religionspolitik blieben vereinzelt; gesamthaft ist sie gescheitert, da der Katholizismus schon zu stark war.